# Brandanus Daetrius

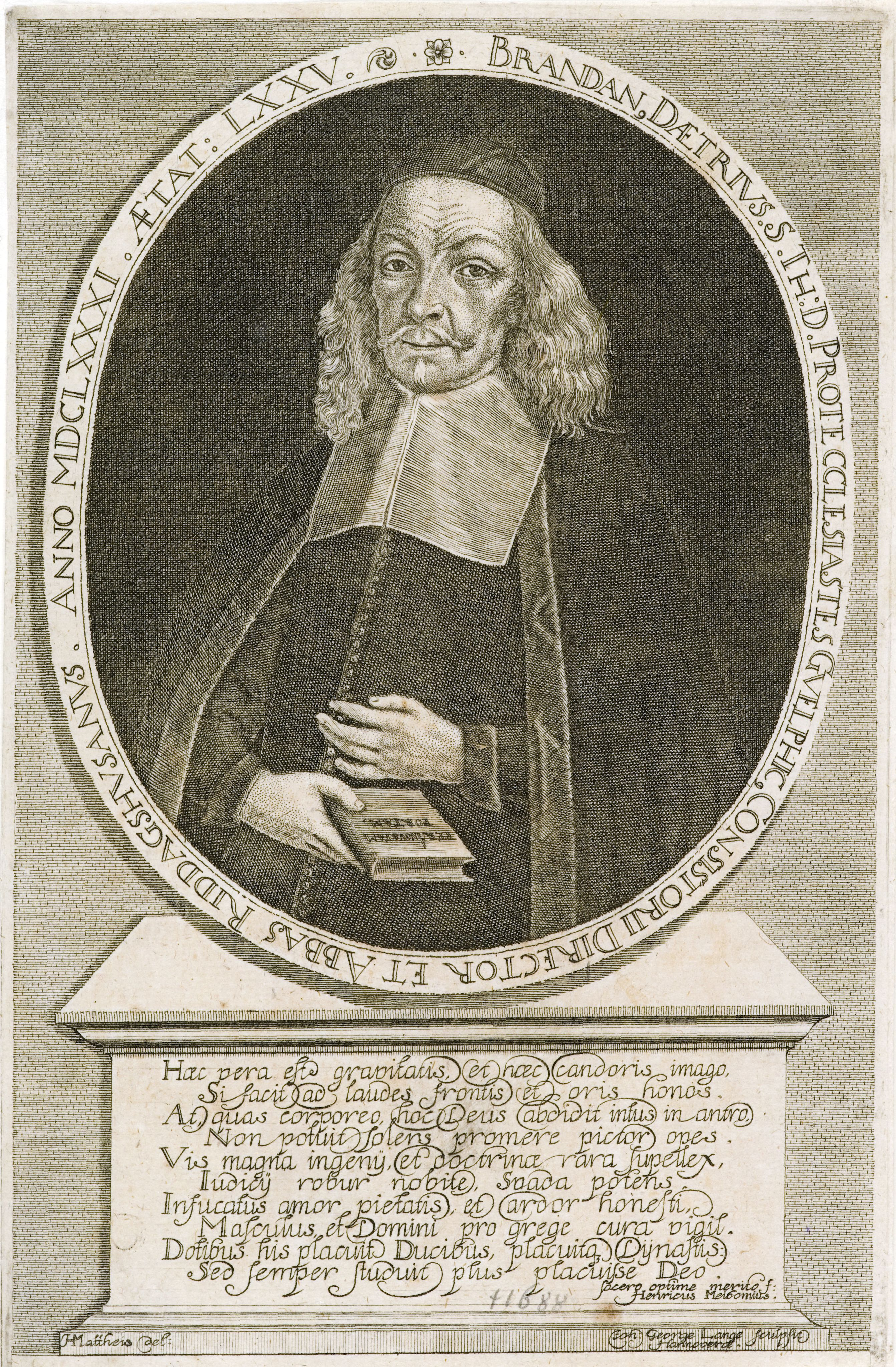
Brandanus Daetrius

Brandanus Daetrius (Hamburg, 4 juni 1607 – Wolfenbüttel, 22 november 1688; ook wel Dätri Brandan) was een Duits luthers theoloog.

## Biografie
Brandanus Daetrius was de zoon van een taal- en wiskundige. Hij volgde onderwijs in zijn geboorteplaats en in Einbeck. In de jaren 1630 tot 1636 studeerde hij theologie in Helmstedt. Vervolgens was hij twee jaar lang gezantschapsprediker bij de Zweedse gezant Hugo de Groot in Parijs. Aansluitend nam hij voor korte tijd een functie als dominee over in Weende. In 1638 werd Daetrius hofprediker voor hertog Georg in Hildesheim en Hannover. In 1643 oefende hij deze functie bij graaf Ulrich in Aurich uit. Op 14 maart van dat jaar benoemde de Universiteit van Helmstedt hem tot doctor in de theologie. In 1646 werd Brandanus Daetrius stadssuperintendent van Brunswijk. In de abdij Riddagshausen werd Daetrius in 1662 opperhofprediker, directeur van de kerkenraad en abt. In de kerk van de abdij ligt hij begraven.

## Publicaties (selectie)
- De corpore et sanguine Domini s. eucharistia reapse praesente (1636)
- Philadelphia Christiana u. Euchologia Christiana (1682)